# Camden (Indiana)
Camden è un comune degli Stati Uniti d'America, situato nello Stato dell'Indiana, nella contea di Carroll.